# Schwarzhörniger Totengräber
Der Schwarzhörnige- oder Schwarzfühlerige Totengräber (Nicrophorus vespilloides) ist ein Käfer aus der Familie der Aaskäfer (Silphidae).

## Merkmale
Die Käfer erreichen eine Körperlänge von 12 bis 18 Millimetern. Ihr Körper ist schwarz gefärbt. Die Deckflügel (Elytren) tragen zwei auffällige gelbe bis rotgelbe Bänder mit zickzackförmigem Rand. Diese Bänder sind gelegentlich, insbesondere das weiter hinten gelegene, in zwei Flecken getrennt. Der Halsschild trägt außer an der Vorderseite an allen übrigen Seiten einen breiten, hutkrempenartigen Saum. Die Fühler und auch die Fühlerkeule sind komplett schwarz gefärbt, beim ähnlichen Gemeinen Totengräber (Nicrophorus vespillo) ist das erste Glied der Fühlerkeule hingegen fast immer rot. Die Epipleuren sind gelb und tragen schwarze Flecken. Die Schienen (Tibien) der Hinterbeine sind gerade.

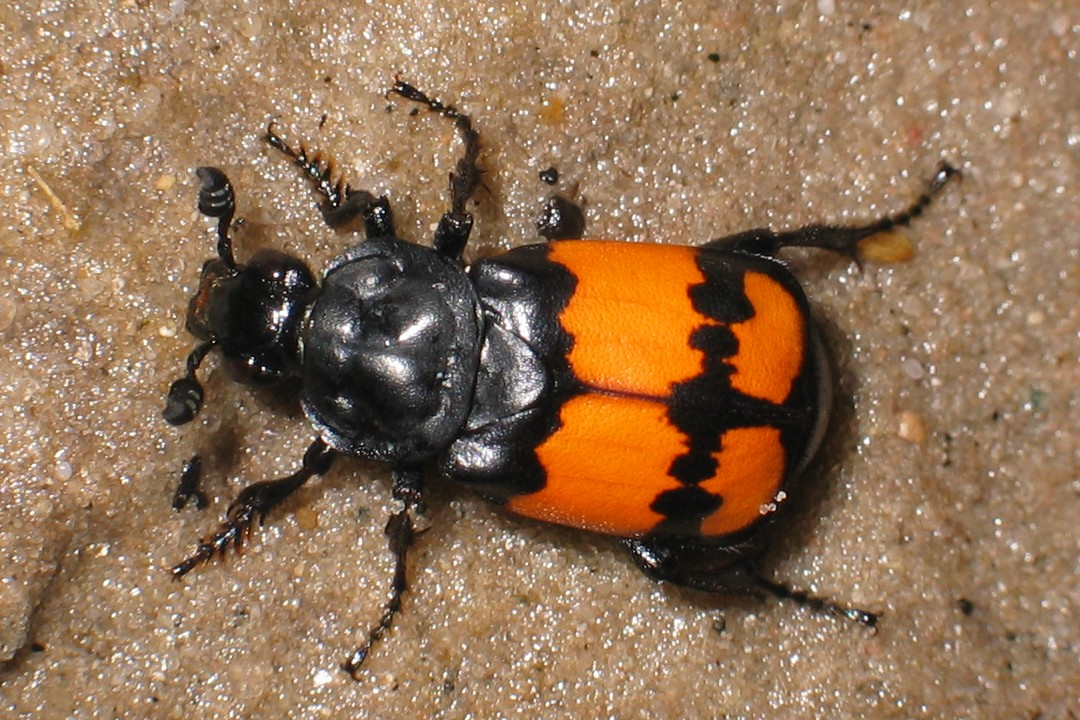
Schwarzhörniger Totengräber

### Ähnliche Arten
- Gemeiner Totengräber (Nicrophorus vespillo)

## Verbreitung und Lebensweise
Die tagaktiven Tiere kommen in Europa und Asien bis in den Hohen Norden vor. Sie sind auf den Britischen Inseln nur stellenweise verbreitet. Man findet sie vom Flachland und der Küste bis in hohe Berglagen, an verrottendem Pflanzenmaterial, Kadavern und auch an Pilzen. Ebenso wie andere Nicrophorus-Arten hat sie ein ausgeprägtes Sozialverhalten.